# ابراهیم حاجیانی
ابراهیم حاجیانی (متولد ۱۳۴۶) جامعه‌شناس ایرانی و اولین مدیر مرکز افکارسنجی دانشجویان ایران است که این مسئولیت را از ۱۳۸۰ تا ۱۳۸۶ بر عهده داشت. وی پس از آن تا ۱۳۹۶ در مرکز تحقیقات استراتژیک وابسته به مجمع تشخیص مصلحت نظام، مدیر گروه پژوهش‌های فرهنگی بود. او از ابتدای سال ۱۳۹۷ توسط حسام‌الدین آشنا به معاونت مرکز بررسی‌های استراتژیک و به عنوان جایگزین محمد فاضلی منصوب شده و تا پایان ۱۴۰۰ در این مسئولیت بوده و پس از آن در دبیرخانه دانشگاه آزاد اسلامی مشغول به فعالیت شد. وی از ۱۴۰۴ سردبیری فصلنامه علمی «مطالعات راهبردی فرهنگ» وابسته به پژوهشگاه فرهنگ، هنر و ارتباطات را بر عهده دارد.

## آثار
- جامعه‌شناسی هویت ایرانی، ابراهیم حاجیانی، ناشر: مرکز تحقیقات استراتژیک، ۱۳۸۸[۵]
- جامعه‌شناسی اخلاق (تحلیل وضعیت اخلاق اجتماعی در جامعه ایران)، ابراهیم حاجیانی، ناشر: جامعه‌شناسان[۶]
- رهیافت‌هایی بر گفتمان اعتدال، ابراهیم حاجیانی، زهرا بهبهانی (به اهتمام)، ناشر: نگاه معاصر[۷]
- تاملات جامعه‌شناختی دربارهٔ عرفی شدن (نظریه‌های عرفی شدن از فراز تا فرود)، ابراهیم حاجیانی، ناشر: جهاد دانشگاهی[۸]
- مبانی، اصول و روشهای آینده‌پژوهی، ابراهیم حاجیانی، ناشر: دانشگاه امام صادق[۹]
- برنامه‌ریزی و مدیریت استراتژیک فرهنگی شهر، ابراهیم حاجیانی، ناشر: تیسا[۱۰]
- درآمدی بر دیپلماسی فرهنگی جمهوری اسلامی ایران، ابراهیم حاجیانی و حامد ایرانشاهی، ناشر: ابرار معاصر[۱۱]
- آسیب‌شناسی نهاد خانواده در ایران، ابراهیم حاجیانی (به اهتمام)، ناشر: مرکز تحقیقات استراتژیک[۱۲]
- مجموعه مقالات مسائل اجتماعی دین در ایران، سیدرضا صالحی امیری (زیرنظر)، ابراهیم حاجیانی (به اهتمام)، ناشر: مرکز تحقیقات استراتژیک[۱۳]